# Карчево (Підляське воєводство)
Карчево (пол. Karczewo) — село в Польщі, у гміні Райґруд Ґраєвського повіту Підляського воєводства.
Населення — 55 осіб (2011).
У 1975-1998 роках село належало до Ломжинського воєводства.

## Демографія
Демографічна структура станом на 31 березня 2011 року:
|          | Загалом | Допрацездатний вік | Працездатний вік | Постпрацездатний вік |
| -------- | ------- | ------------------ | ---------------- | -------------------- |
| Чоловіки | 25      | 3                  | 20               | 2                    |
| Жінки    | 30      | 9                  | 12               | 9                    |
| Разом    | 55      | 12                 | 32               | 11                   |